# 치링코탄섬
치링코탄섬(Чиринкотан) 또는 지린코탄섬(知林古丹島)은 러시아 사할린주 쿠릴 열도 북부의 무인도 화산섬 중 하나이다. 면적은 6km2이다. 1875년부터 1945년까지 70년 동안 일본의 영토였다가 2차 세계대전 이후 소비에트 연방의 영토가 되면서 현재 러시아의 영토가 되었다.